# Hans Stuck
Hans Stuck (27. prosince 1900 Varšava – 9. února 1978 Grainau/Garmisch-Partenkirchen), někdy též nazývaný jako Hans Stuck von Villiez, plným jménem Hans Erich Karl Guiseppe Stuck von Villiez, byl německý automobilový závodník (i když jeho rodiče byli Švýcaři a po jistý čas měl i rakouské občanství). Jeho syn Hans-Joachim Stuck (nar. 1. ledna 1951) a jeho vnuci Johannes a Ferdinand Stuckovi se také stali závodními jezdci.
Přes mnoho úspěchů v automobilových, okruhových závodech typu Grand Prix na konci 20. a ve 30. letech 20. století v éře slavných “stříbrných šípů ” Auto Union je více znám pro svou nadvládu v závodech automobilů do vrchu, která mu vynesla přezdívku „Bergkönig“ neboli „Král vrchů“. Byl dvojnásobným mistrem Evropy v závodech do vrchu: 1930 – závodní automobily a 1932 – sportovní automobily. Byl držitelem několika světových, rychlostních rekordů.

## Mládí
Hans Stuck se narodil 27. prosince 1900 ve Varšavě, právě když byli jeho rodiče Wilhelm Friedrich Stuck von Villiez a Marie Klementine Theodora Stuck von Villiez (roz. Freiin von Villiez) na obchodní cestě. Dětství prožil Hans ve Švýcarsku u svých prarodičů. Ti snad dokonce původně používali příjmení Stucki, které bylo modifikováno na více německy znějící Stuck, poté co se rodiče přestěhovali do Německa. Do školy chodil Hans Stuck v Davosu. Otec ho později vzal zpět do Německa na školu v Karlsruhe. V té době zajímaly Hanse dvě věci, zemědělství a technika. Na statku svého otce se stal náruživým sedlákem a myslivcem, nicméně stihl vedle zemědělské školy vystudovat také techniku. Po maturitě studoval agronomii ve Stuttgartu-Hohenheimu a také ve Vratislavi. To již bydlel ve Waldkirchenu v Bavorsku. V roce 1917, za první světové války, byl povolán do armády. Následujícího roku jeho bratr ve válce padl společně se svým velícím důstojníkem. Na pohřbu se potkal se starší sestrou bratrova nadřízeného velitele Ellen Hahndorffovou, se kterou se v roce 1922 oženil.
Po válce Stuck vlastnil farmu ve Wolfratshausenu v Horním Bavorsku. Za začátek jeho kariéry lze považovat ranní dodávky mléka na čtyřválci Dürkopp z jeho farmy do Mnichova, kdy mléko doručoval v „rekordních“ časech. Od toho nebylo daleko zúčastnit se závodů do vrchu.

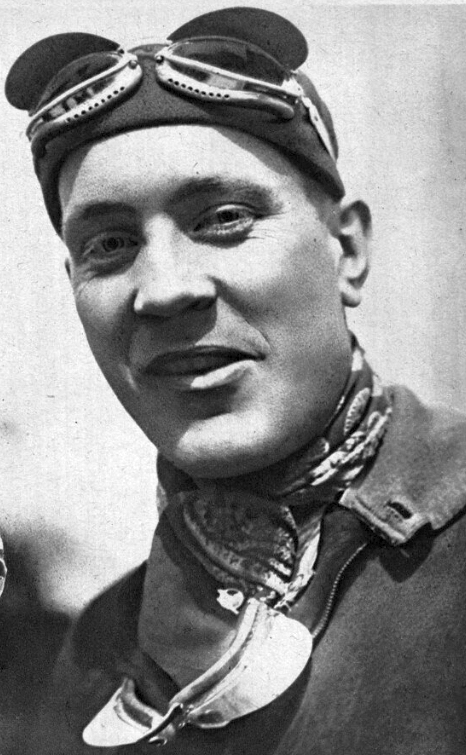
Hans Stuck, vítěz Zbraslav–Jíloviště na voze Austro-Daimler (1929)

## Osobní život
Se svojí první manželkou Ellen se koncem 20. let 20. století rozvedl. Jako jeden z důvodů se uvádí jeho zapojení do kočovného a nejistého života automobilového závodníka. V roce 1929 se při závodech do vrchu La Turbie seznámil s Paulou von Reznicek (roz. Paula Heimann, 1895–1976), známou tenisovou hráčkou (vítězka dvouhry na mezinárodním mistrovství Německa 1929 v Hamburgu), novinářkou a spisovatelkou, se kterou byli v Berlíně 17. listopadu 1932 oddáni. V letech 1928–1939 vyhrála Paula téměř dvě desítky významných tenisových turnajů. Skutečnost, že pocházela ze židovské rodiny (dědeček), způsobila, že Stuck s tím původem měl potom potíže při vzestupu nacistů k moci. Jeho osobní vztah s Adolfem Hitlerem jej ochránil před vážnými problémy. S ním se potkal v roce 1925 na jednom z četných honů, kdy je seznámil Hitlerův osobní šofér Julius Schreck. Někdy v té době se Stuck spřátelil i s Ernstem Udetem.
V roce 1931 mu známý a jeho přítel, korunní princ Wilhelm, pomohl svými známostmi a společenským postavením k pořízení Mercedes-Benz SSKL, který byl vyroben jen pro několik málo vyvolených jezdců té doby. V roce 1933 mu známosti s Hitlerem a Udetem umožnily jeho účast společně s Ferdinandem Porschem a automobilkou Auto Union na Hitlerovu plánu pro zviditelnění technologické vyspělosti Německa v automobilových závodech. Původně byl vybrán pouze Mercedes-Benz, ale dotaci 250 000 říšských marek potom obdržely oba týmy.
V roce 1939 se setkal s Christou Thielmannovou, která se v té době velmi přátelila s nejmladším bratrem jeho ženy Pauly. Stuck a Paula se rozvedli v roce 1948 a v témže roce se Stuck oženil s Christou. Jejich syn Hans-Joachim Stuck, pozdější automobilový závodník F1, se narodil na Nový rok 1951. Jeho třetí manželka Christa zemřela v roce 2014 ve věku 93 let a přežila ho o 36 let.

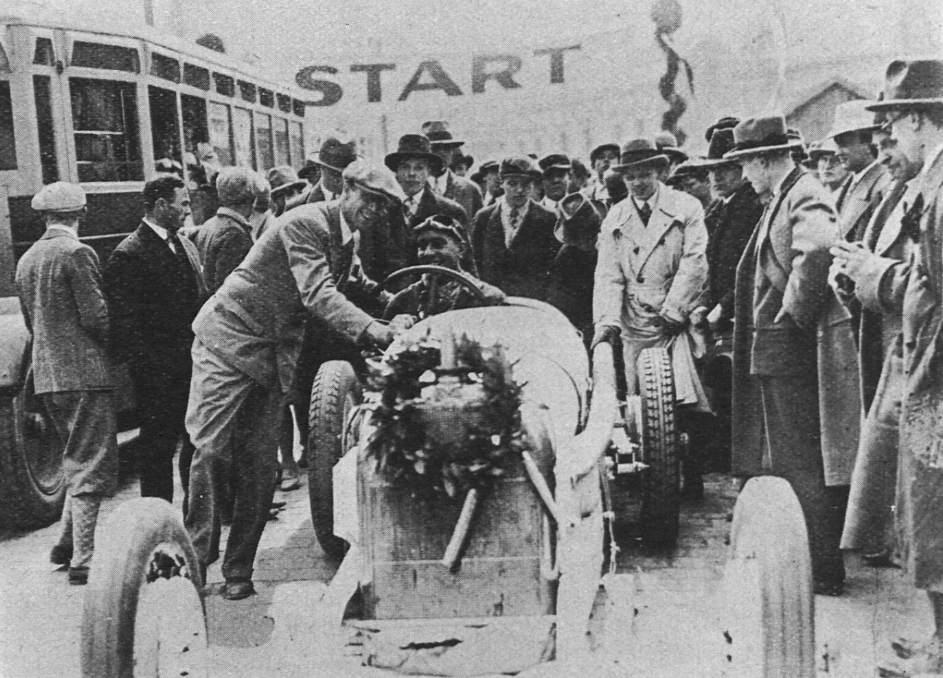
Hans Stuck, Austro-Daimler, vítěz závodu Zbraslav–Jíloviště v novém traťovém rekordu (1929)

## Profesionální kariéra
Svůj první závod vyhrál na 3. ročníku mezinárodního závodu do vrchu v Baden-Badenu v červenci roku 1923 na soukromě upraveném Dürkoppu v kategorii cestovních vozů. Poté začal pravidelně jezdit závody do vrchu. V roce 1924 se stal členem místního autoklubu. Závody poté již mladému hospodáři nedaly spát, zakoupil další Dürkopp, tentokráte závodní. Přes zimu jej upravil a na jaře 1926 vyhrál závod do vrchu Saltzberg v Bavorsku stejně jako další tři závody stejné kategorie. Začal psát svoji bohatou jezdeckou kariéru.

### Austro-Daimler (1927–1930)
V roce 1927 dostal jako soukromník nabídku rakouského Austro-Daimleru startovat v závodech do vrchu na továrním automobilu. Hans Stuck prodal velkostatek a přestěhoval se do Vídně. Manželku se třemi dětmi přemístil do Garmisch-Partenkirchenu a záhy se dal rozvést. Cestoval na závody po celé Evropě, ale vyhrával především v Rakousku. Mistrem Rakouska v závodech do vrchu se stal 3× v letech 1928–1930. První vítězství v absolutním pořadí zaznamenal 28. srpna 1927 na sportovním Austro-Daimleru DM 2.8 v závodě do vrchu Oberjoch (Hindelang, Allgäu) a pak na stejném voze ještě zvítězil 4. září 1927 na Salzbergu (Berchtesgaden), 25. září 1927 do vrchu Arlberg a 9. října 1927 na Zirlerbergu (Zirl). V červnu 1927 startoval na premiérovém závodu na novém okruhu Nürburgring, ale na sportovním Austro-Daimleru nedojel do cíle. Úspěchů dosahoval především v závodech do vrchu.
V roce 1928 zvítězil 12x, v únoru na Eibsee Bergstraße (Garmisch), v dubnu v Saarbrückenu (St. Ingbert-Ensheim), v květnu na Hainbergu (Göttingen), v červnu na Kriens-Eigental (Luzern), na Kesselbergu (Kochel u Mnichova) a na Bühler Höhe u Baden-Badenu, v červenci na Zugerbergu (Zug), v srpnu opět na Arlbergu, v září opět na Oberjoch (Hindelang, Allgäu), v říjnu ve Slezsku na Silesian Climb (Velká Sova u Vratislavi) a opět na Zirlerbergu (Zirl). V tomto roce se stal mistrem Švýcarska v závodech do vrchu. Většinu závodů v roce 1928 absolvoval na závodním Austro-Daimleru 3,0 ADM-R.

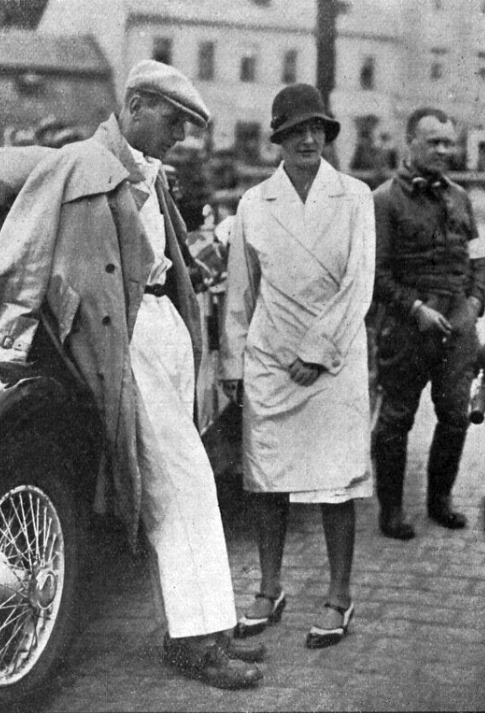
Hans Stuck a Paula von Reznicek před startem závodu Zbraslav–Jíloviště (1930), který Stuck na voze Austro-Daimler vyhrál v novém traťovém rekordu

V roce 1929 to bylo "slabší, to zvítězil "jen" 11x. Odnesl si „palmu vítězství“ na závodech do vrchu: La Turbie (Nice), Zbraslav–Jíloviště, Hainberg (Göttingen), Taubensuhl ve Falckém lese (Landau), Kesselberg (Kochel), Bernina (Sv. Mořic), Semmering, Ecce-Homo ve Šternberku, Svábhegy u Budapešti, Zirlerberg (Zirl) a Coppa Tullio Leonardi (Vermicino-Rocca di Papa). Při závodě ve Šternberku (22. září Ecce Homo) vytvořil časem 5:18,2 min nový rekord tratě. V kategorii sajdkárů zvítězil v tomto závodě jistý Hermann Lang na stroji Standard, jeho budoucí soupeř na voze Mercedes-Benz v soubojích tzv. stříbrných šípů, kde Stuck figuroval za vozy Auto Union. V tomto roce získal poprvé titul mistra Rakouska v závodech do vrchu.
Začátkem roku 1930 se zúčastnil i Rallye Automobile de Monte-Carlo s vozem Steyr a obsadil 23. místo. V roce 1930 bylo poprvé uspořádáno mistrovství Evropy v závodech do vrchu. Podle očekávání v tomto mistrovství zvítězil Hans Stuck v kategorii závodních vozů, když vyhrál 6 z 10 mistrovských závodů: Zbraslav–Jíloviště, Shelsley-Walsh Open, Tatry (Lysá Poľana-Morskie Oko/Zakopane, III. Miedzynarodowy Wyscig Tatrzanski, traťový rekord, cena prezidenta Polské republiky), Semmering, Svábhegy u Budapešti a Feleac (Kluž-Brašov). Mimo to vyhrál v dalších 6 „nemistrovských“ závodech do vrchu.

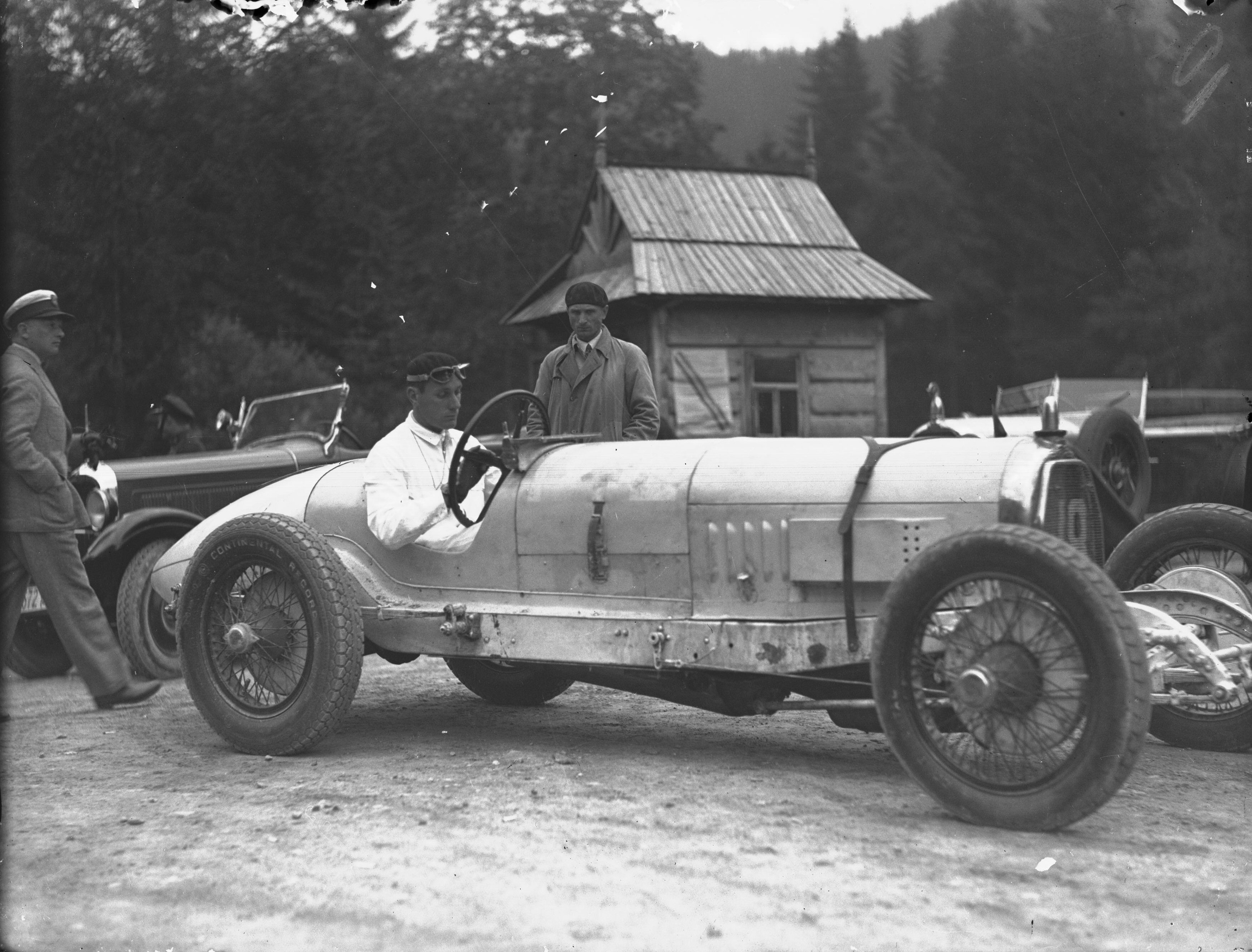
Hans Stuck na Austro-Daimler, III Miedzynarodowy Wyscig Tatrzanski (1930)

Se šestiválcovým Austro-Daimlerem ADR-R 3,0 se zúčastnil 3 okruhových závodů typu Grand Prix – v roce 1929 Velké ceny Říma (Gran Premio di Roma 1929), městského závodu v Mugellu (Circuito stradale del Mugello 1929) a v roce 1930 s Austro-Daimlerem ADR-R 3,6 Velké ceny v Monaku (Grand Prix de Monaco 1930). Ani jednou však nedojel do cíle.

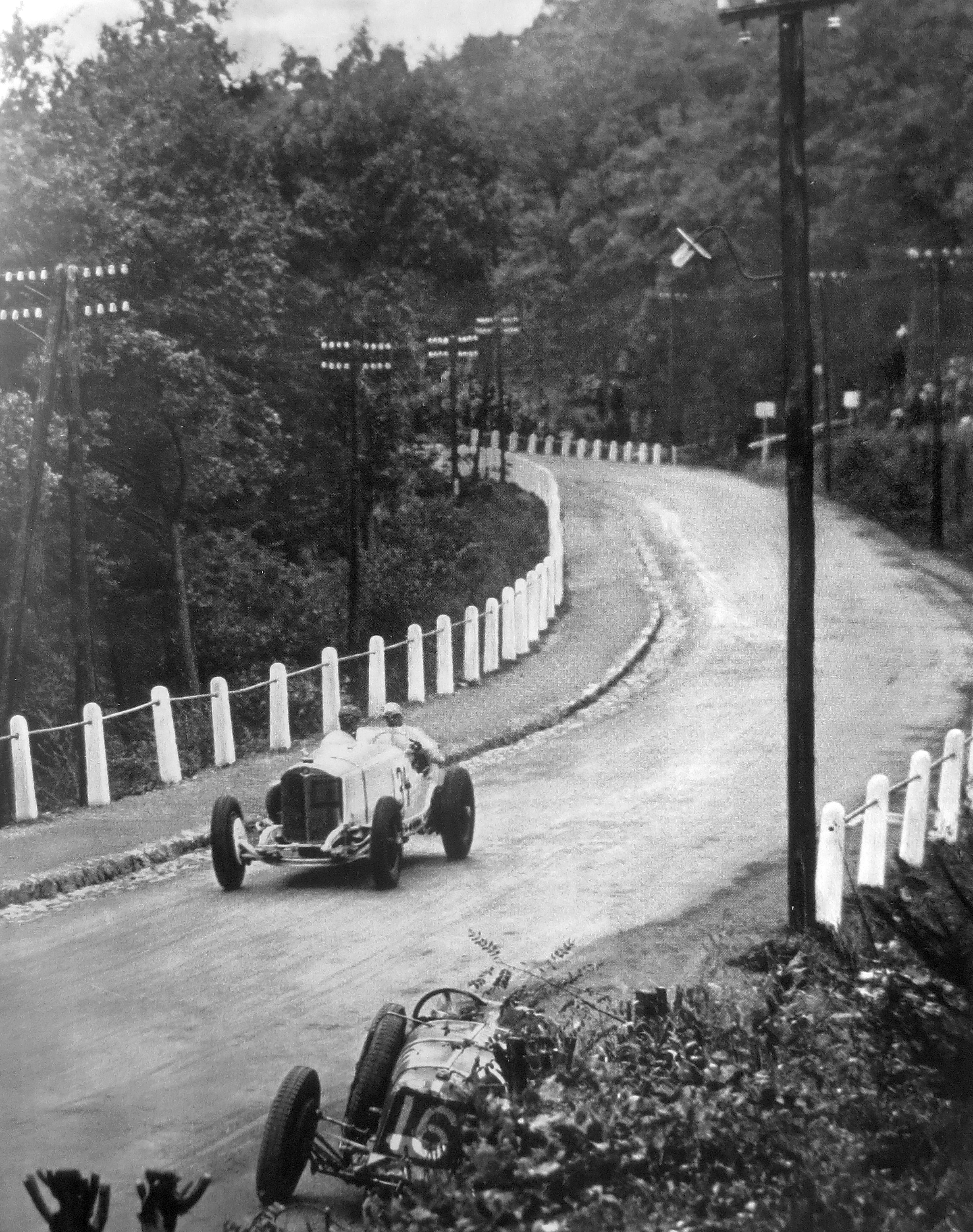
Hans Stuck, Mercedes-Benz SSKL, Masarykův okruh Brno 1931. V klesání od Nového Lískovce do Pisárek míjí havarovaný vůz Maserati Fagioliho. V závodě obsadil 2. místo za Chironem.

### Mercedes-Benz (1931–1933)
Po roce 1930 opustil stáj Austro-Daimler, která od závodění ustoupila. Koupil si s velkou slevou za pomoci přátel Mercedes-Benz SSKL - „SuperSport Kurz Leicht“ (7069 cm3, R6, 300 HP/221 kW). Stuck s tímto vozem dosáhl několika vítězství v závodech do vrchu a na okruzích. První velké vítězství na okruhu zaznamenal na Grand Prix (volný, nemistrovský závod) v zakarpatském Lvově 7. června 1931. Ve Velké ceně Německa na Nürburgringu skončil 6. a v Brně při 2. ročníku Masarykova okruhu 2. za vítězným Chironem. V témže roce ovládl závod do vrchu Ratisbona u Kelheimu.
V zimních měsících 1932–1933 závodil Stuck hojně v Jižní Americe (Argentina, Brazílie, Chile). Zvítězil např. v únoru 1932 na Velké horské ceně Brazílie, na trati která měřila 43 km. V roce 1932 na okruzích skončil 4. na Avusu (tento závod se stal osudným pro Jiřího Lobkowitze) a rovněž 4. na Nürburgringu (Eifelrennen). Zvítězil v absolutním pořadí v závodě mistrovství Evropy do vrchu na Stelviu u Merana (Alpský pohár) a stal se „alespoň“ – již podruhé – mistrem Evropy 1932 v závodech do vrchu v kategorii sportovních vozů, když vyhrál všech 5 podniků započítávaných do tohoto seriálu: Kesselberg (Kochel), Gaisberg (Salcburk), Klausen (Altdorf), Stelvio (Meran) a Mont Ventoux (Avignon). Léta s Mercedesem však nelze označit za příliš úspěšná.

### Auto Union (1934–1939)
Poslední léta před II. světovou válkou závodil na vozech Auto Union (1934–1939). Se svými zkušenostmi ze závodů do horských průsmyků v Alpách byl cenným zkušebním jezdcem pro designera Ferdinanda Porscheho a konstruktéra Roberta Eberan-Eberhorsta, kteří „stříbrné šípy“, závodní vozy Auto Union zkonstruovali. Vzadu umístěný vidlicový šestnáctiválec Auto Unionů poskytoval vynikající trakci ve srovnání s konvenčními, vpředu umístěnými motory, takže jeho výkon (i přes 500 HP) mohl být přeměněn na rychlost i na horských silnicích. V závodech na okruhu bylo nové auto velmi obtížně zvládnutelné. Zde se naopak osvědčil při vývoji jízdních vlastností Bernd Rosemeyer.
Stuckova kariéra v Auto Union byla úspěšná. S novým vozem Hans Stuck 6. března 1934 vytvořil během testování na berlínském okruhu Avus tři světové, rychlostní rekordy (na 100 mil, na 200 km a v „hodinovce“). V průběhu sezóny zvítězil ve 3 závodech typu Grand Prix, v Německu (Nürburgring, 15. července), Švýcarsku (Bremgarten, 26. srpna) a v Československu (5. Masarykův okruh, 30. září, nový rekord závodu, když překonal Chironův výkon z roku 1931 téměř o 20 minut ), druhý skončil v Grand Prix Itálie (Monza, 9. září) a při závodě Eifelrennen (Nürburgring, 3. června). Vítězství ve Velké ceně Německa na Nürburgringu 15. července 1934 s vozem Auto Union Type A, kdy za ním skončili Fagioli, Chiron a Nuvorali, je označováno za jeho největší úspěch jeho kariéry na tratích Grand Prix. Byl by se stal šampiónem Grand Prix 1934, ale tento rok nebylo mistrovství uspořádáno, proto se stal "pouze" mistrem Německa v silničních závodech. Na stejném voze vyhrál závody do vrchu Felsberg (Saarlouis), Kesselberg (Kochel), Schauinsland (Freiburg) a ve slavném závodě Mont Ventoux (Avignon). Tato vítězství mu přinesla titul mistra Evropy v závodech do vrchu. Stuck zakončil sezónu návratem na berlínský Avus a 20. října nastavil pět nových světových rekordů (1 km, 1 míle, 50 km a s pevným startem na 50 km a 100 km).

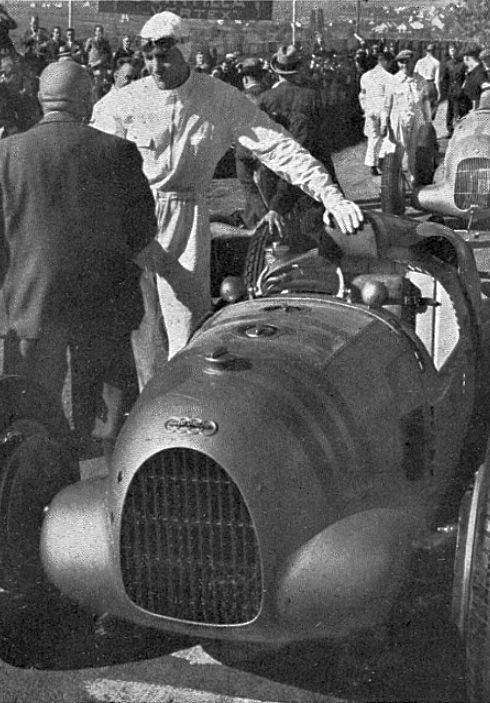
Hans Stuck na startovním roštu (Masarykův okruh 1934)

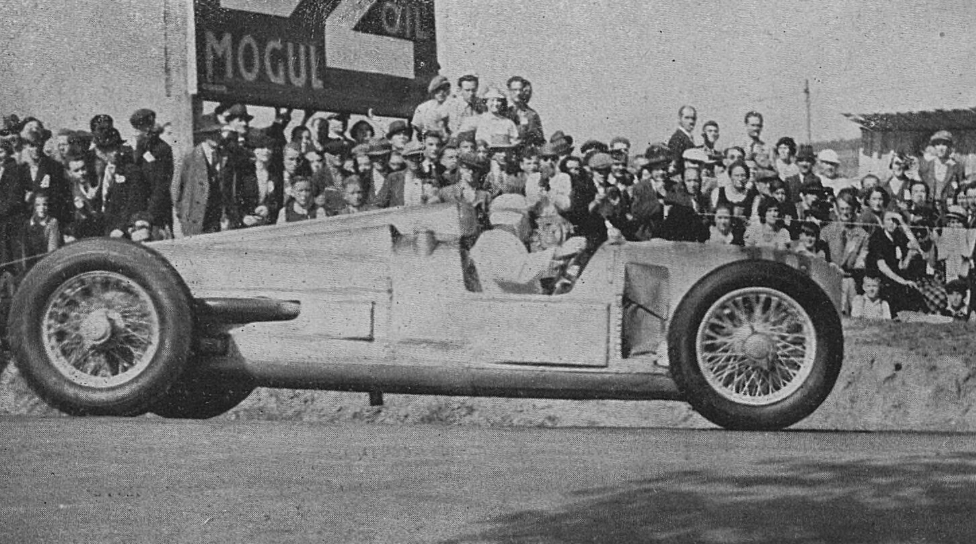
Vítěz závodu Hans Stuck na trati (Auto Union Type A, Masarykův okruh Brno 1934)

V roce 1935 dosáhl posledního velkého vítězství v mistrovském závodu typu Grand Prix, když vyhrál Velkou cenu Itálie na Monze (ME), 2. skončil na Velké ceně Německa (ME) a 4. na Avusu. Nezadařilo se mu na Velké ceně Masarykově, kde se sice po startu ujal vedení, ale pak měl zvláštní nehodu. Srazil se totiž s nízko letícím ptákem tak nešťastně, že mu tento střet roztříštil triplexové sklo brýlí a některé střepiny pronikly do pravého oka. Stuck se sice udržel na silnici, ale na jedno oko v podstatě neviděl, protože mu poraněné oko v okamžiku oteklo. Předal v boxech vůz rezervnímu jezdci Paulu Pietschovi. Po ošetření ve 13. kole převzal vůz od Pietsche zpět, ale ne na dlouho. Snad pro podezřelé zvuky z motoru ve 14. kole vyjel z okruhu. S vysvětlením se zdroje liší. Jel prý do města nechat si ošetřit oko do nemocnice. Jiný zdroj uvádí, že odjel do města, aby navštívil přítele Friedricha Rohrera, majitele tiskárny s vydavatelstvím a také olympionika ve stolním tenisu (Paříž 1924). V mistrovství Evropy na okruzích Grand Prix skončil jako pátý. Získal také svou obvyklou sbírku vítězství na kopcích: Kesselberg (Kochel), Schauinsland (Freiburg) a Feldberg (Taunus). Vše na Auto Union Type B (5.0 V16). V letech 1934–1935 se stal mistrem Německa v závodech do vrchu.

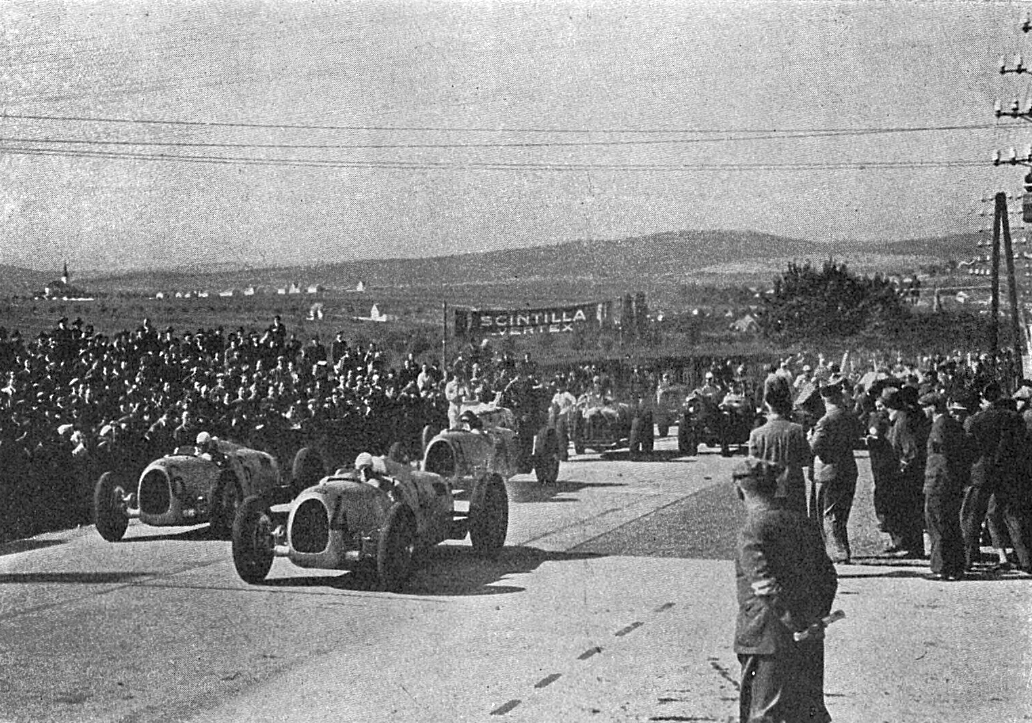
Start na Masarykově okruhu v Brně, st. č. 4 Stuck, st. č. 6 Varzi, st. č. 8 Rosemeyer. Všichni na vozech Auto Union Type B (1935)

V březnu 1936 Stuck ustanovil na novém úseku dálnice mezi Frankfurtem a Heidelbergem nový rychlostní světový rekord 286,496 km/h s letmým startem. V závodech Grand Prix s Auto Union Type C (6.0 V16, 520 k) byl na druhém místě v Tripolisu (nemistrovský závod) a na Velké ceně Německa (ME), 3. v Monte Carlu (ME) a ve Švýcarsku (ME). To mu stačilo na celkově 2. místo v mistrovství Evropy jezdců Grand Prix, když seriál vyhrál jeho kolega z týmu Auto Union Bernd Rosemeyer. V kopcích Stuck ztratil řadu závodů z důvodu neúčasti po zranění utrpěných při nehodách. Zvítězil jen v závodu do vrchu La Turbie u Monte Carla.
V roce 1937 se už jeho závodní kariéra zvolna počala uzavírat. Byl na okruzích 2× druhý, v Rio de Janeiro a v belgické Grand Prix na okruhu ve Spa-Francorchamps a 3× čtvrtý (Tripolis, Monte Carlo a Švýcarsko). V mistrovství Evropy na okruzích Grand Prix obsadil 5. místo. Na kopcích vyhrál Schauinsland (Freiburg) a La Turbie nedaleko Monte Carla (Nice).
Pro rok 1938 už nebyl továrním jezdcem Auto Unionu. Údaje o jeho odchodu se různí. Podle jedněch byl Stuck vyhozen na konci roku 1937, podle jiných odešel sám. Po sérii zranění ostatních řidičů týmu (navíc se v lednu 1938 zabil Bernd Rosemeyer), stejně jako na tlak německé vlády, byl znovu Auto Unionem najat a odvděčil se tím, že s Auto Union Type C (na závody do vrchu se nevztahovala nová formule AIACR omezující zdvihový objem na 3 l)vyhrál závody do vrchu La Turbie (Nice), Grossglockner (Salcburk), Maloja Pass – National (Svatý Mořic), Feleac (Kluž-Brašov) a Poiana Brașov (Brašov), což byl jeho poslední velký předválečný úspěch. Mimo to byl v letech 1937–1938 mistrem Německa v závodech do vrchu. Na okruzích v roce 1938 s Auto Union Type D obsadil 3. místo v Německu a 4. ve Švýcarsku, což mu v seriálu mistrovství Evropy Grand Prix stačilo opět na 5. místo.
V roce 1939 zvítězil jen v závodě do vrchu La Turbie u Nice a na okruhu vyhrál „nemistrovskou“ Grand Prix v Bukurešti. V roce 1940 začal závodit na motorových člunech. Pokoušel se ustavit nový světový rekord v kategorii člunů do hmotnosti 800 kg. Používal závodní člun Tempo s motorem Auto Union o výkonu 550 HP.

### Po II. světové válce
Po II. světové válce měli Němci zakázáno zúčastňovat se (nejenom) automobilových závodů až do roku 1950. Hans Stuck přijal rakouské občanství a hned se zapojil do poválečných závodů. Ve spojení s Alexem von Falkenhausenem založil tým pro závody formule 2, i když s malým úspěchem. Byly to vozy Cisitalia a AFM, které zkonstruoval Alex von Falkenhauser na základě BMW 328 podle regulí německé formule 2. Stuck s tímto vozem v roce 1949 obsadil 7. místo na Velké ceně v Monze, 4. místo v Lausanne a3. na okruhu v Grenzlandu, což bylo na první sezonu docela slibné, ale o rok později většinu závodů Stuck nedokončil.
V roce 1951 opět jako Němec vyhrál závod do vrchu St. Bernhard ve Švýcarsku se čtyř a půl litrovým Ferrari a zúčastnil se bez úspěchu závodu mistrovství světa F1 Velké ceny Itálie na BRM P15 1.5 V16s. V roce 1952 Velké ceny Švýcarska (AFM Küchen 2.0 V8) a Velké ceny Itálie (Ferrari 166 2.0 V12). V roce 1953 jezdil s Porsche Spyder a na voze AFM-Bristol BS1 2.0 L6, avšak také bez výraznějšího úspěchu, pokud nepočítáme 14. místo s Bristolem na Velké ceně Itálie. Je to však jediné klasifikované umístění z 5 závodů mistrovství světa F1, kterých se v letech 1951–1953 zúčastnil.
Od roku 1957 spojení s BMW bylo plodnější, i když jeho první závody na BMW 507 dobré nebyly. Přechodem na jejich malý BMW 700 RS udělal dobře a ve věku 60 let se naposledy stal německým šampionem v závodech do vrchu. Teprve potom se rozhodl odejít do závodnického důchodu a uzavřel tak svou profesionální kariéru řidiče. Za 38 let závodění (až do roku 1963) Hans Stuck von Villiez zaznamenal 427 vítězství v 700 závodech, jichž se zúčastnil. Po ukončení kariéry závodníka ještě dělal instruktora na Nürburgringu a mj. byl jeho žákem i syn Hans-Joachim Stuck.
Stuck publikoval svou autobiografii pod názvem Zweimal Hans Stuck v roce 1972 (Motorbuch-Verlag, Stuttgart 1972, ISBN 978-3-87943-269-1). Král vrchů zemřel 9. února 1978 ve věku 77 let v bavorském Grainau, nedaleko Garmisch-Partenkirchenu.

## Vítězství v závodech Grand Prix
- 1931 – Lvov, Mercedes-Benz SSKL
- 1934 – Grand Prix Německa, Auto Union Type A
- 1934 – Grand Prix Švýcarska, Auto Union Type A
- 1934 – Masarykův okruh, Auto Union Type A
- 1935 – Grand Prix Itálie, Auto Union Type B
- 1939 – Bukurešť, Auto Union Type C